# Garcinia sarawakensis
Garcinia sarawakensis är en tvåhjärtbladig växtart som beskrevs av Jean Baptiste Louis Pierre. Garcinia sarawakensis ingår i släktet Garcinia och familjen Clusiaceae. Inga underarter finns listade i Catalogue of Life.